# Oral suspension
Oral suspension er en lægemiddelform, hvor forskellige typer af medicin indtages gennem munden.
Lægemidlet er en mikstur, hvor fine medicinske/kemiske partikler sammen med eventuelle smagsstoffer er 
opslæmmet i en væske, hvor de holdes flydende ved hjælp af egen opdrift.
Suspensioner i medicin er en betegnelse for en væske med uopløselige partikler i. Dette er i stedet for at lave lægemiddelsformulering om, så formuleringen er hydrofil, kan man i stedet for indtage det i små mængder, men som opblanding.